# Кушмянский сельсовет
Кушмя́нский сельсовет — упразднённые административно-территориальная единица и муниципальное образование со статусом сельского поселения в составе Шумихинского района Курганской области в связи с преобразованием района в Шумихинский муниципальный округ.
Административный центр — село Кушма.

## История
В соответствии с Законом Курганской области от 6 июля 2004 года № 419 сельсовет наделён статусом сельского поселения.

## Население
| 1989 | 2002  | 2010 | 2012 | 2013 | 2014 | 2015 |
| ---- | ----- | ---- | ---- | ---- | ---- | ---- |
| 1184 | ↘1085 | ↘837 | ↘785 | ↘749 | ↘697 | ↘666 |
| 2016 | 2017  | 2018 | 2019 | 2020 |      |      |
| ↘642 | ↗646  | ↘633 | ↘627 | ↘609 |      |      |

## Состав сельского поселения
| № | Населённый пункт | Тип населённого пункта       | Население |
| - | ---------------- | ---------------------------- | --------- |
| 1 | Кушма            | село, административный центр | ↘296      |
| 2 | Мичуринец        | посёлок                      | ↘107      |
| 3 | Пристанционный   | посёлок                      | ↘191      |
| 4 | Хохлы            | деревня                      | ↘114      |
| 5 | Хохлы            | посёлок                      | →4        |
| 6 | Чеснокова        | деревня                      | ↘125      |